# 빛나는 순간
《빛나는 순간》은 2021년에 개봉한 대한민국의 영화이다.

## 캐스팅
- 고두심 : 진옥 역
- 지현우 : 경훈 역
- 양정원 : 영덕 역
- 전혜진 : 설희 역
- 김중기 : 삼동 역

## 수상
- 2020년 제25회 부산국제영화제 후보 한국영화의 오늘 - 피노라마